# Korsar
En korsar, franska corsaire, var en kapare i Frankrikes flotta.
I efterhand har begreppet använts för olika sorters kapare och sjörövare, bland annat för barbareskpirater.